# 熱狗麵包
熱狗麵包是加了熱狗的麵包，麵包是特別為了夾熱狗設計的長式軟麵包。用麵包夾住熱狗，讓吃的人不會因熱狗太熱而燙到手。 
在美國，最常見的熱狗麵包是在麵包側邊開口，放入熱狗及調味料，但在長麵包一端開口，放入熱狗的新英格蘭式熱狗麵包在新英格蘭地區也很流行。其他地區也有一些變化，例如芝加哥式热狗會在麵包中加入罌粟籽。

## 歷史
有關熱狗麵包的由來，有許多不同的說法。
羅斯福大學的熱狗麵包歷史學家Bruce Kraig認為：「hot dog」一詞是在十九世紀末發明，是美國人看到德國移民吃有德式香腸的麵包時所出現的。因為德式香腸外形類似德式的腊肠犬，因此開玩笑後，出現此一詞語。
依照作家Jefferey Stanton所述，紐約康尼島餐廳老闆Charles Feltman在1871年發明了配合長麵包的熱狗麵包。
依照1904年時，奧地利移民麵包師Ignatz Frischmann的訃告，康尼島熱狗麵包用的维也纳小麵包是由Frischmann所發明的，這也讓他因此而富有。
1904年路易斯安那購地博覽會時，德國商人Antoine Feuchtwanger在會場供應名為法蘭克福腸，名稱是來自他的出生地，黑森的法蘭克福。為了避免顧客拿食物時弄髒手，他一開始借手套給顧客，但許多顧客沒有歸還手套，他和當麵包師的兄弟討論，發明了在法蘭克福腸外面加上麵包的餐點。